# Хетафська діоцезія
Хета́фська діоце́зія (лат. Dioecesis Xetafensis; Diócesis de Getafe) — діоцезія римського обряду Католицької церкви в Іспанії, з центром у місті Хетафе.  Входить до складу Мадридської церковної провінції. Суфраганна діоцезія Мадридської архідіоцезії. Заснована 23 липня 1991 року. Голова — єпископ Хетафський. Центральний храм — Хетафський собор.  Площа — 2,295 км². Населення — 1,365,668 ос.; з них католики — 1,229,101 ос. (90.0%). Чинний голова — Хоакін Марія Лопес де Андухар, єпископ Хетафський.

## Єпископи
- Хоакін Марія Лопес де Андухар

## Статистика
Згідно з «Annuario Pontificio» і Catholic-Hierarchy.org:
| Рік  | Населення | Населення | Населення | Священики | Священики | Священики | Священики           | Диякони | Ченці    | Ченці | Парафії |
| Рік  | католики  | загалом   | %         | загалом   | секулярні | ченці     | вірних на священика | Диякони | чоловіки | жінки | Парафії |
| ---- | --------- | --------- | --------- | --------- | --------- | --------- | ------------------- | ------- | -------- | ----- | ------- |
| 1999 | 639.500   | 1.122.601 | 57,0      | 243       | 119       | 124       | 2.631               | 3       | 125      | 691   | 75      |
| 2000 | 649.000   | 1.140.065 | 56,9      | 245       | 110       | 135       | 2.648               | 3       | 136      | 691   | 109     |
| 2001 | 1.047.613 | 1.192.774 | 87,8      | 258       | 122       | 136       | 4.060               | 3       | 137      | 691   | 109     |
| 2002 | 1.047.613 | 1.192.774 | 87,8      | 223       | 165       | 58        | 4.697               | 3       | 59       | 691   | 119     |
| 2003 | 1.118.890 | 1.243.212 | 90,0      | 237       | 162       | 75        | 4.721               | 5       | 118      | 548   | 119     |
| 2004 | 1.161.590 | 1.290.656 | 90,0      | 264       | 182       | 82        | 4.399               | 4       | 155      | 624   | 119     |
| 2006 | 1.229.101 | 1.365.668 | 90,0      | 275       | 194       | 81        | 4.469               | 4       | 140      | 560   | 122     |
| 2013 | 1.391.000 | 1.545.000 | 90,0      | 283       | 232       | 51        | 4.915               | 6       | 101      | 618   | 123     |
| 2016 | 1.419.027 | 1.576.697 | 90,0      | 312       | 241       | 71        | 4.548               | 7       | 115      | 561   | 123     |